# Фрэнсис, Тревор
Тревор Джон Фрэнсис (англ. Trevor John Francis; 19 апреля 1954[…], Плимут, Девон — 24 июля 2023, Марбелья, Андалусия) — английский футболист, нападающий. Известен по выступлениям за «Бирмингем Сити», «Ноттингем Форест» и сборную Англии. После завершения карьеры футболиста тренировал ряд известных английских клубов.

## Клубная карьера
Во взрослом футболе Фрэнсис дебютировал в клубе «Бирмингем Сити» в 1971 году в 16-летнем возрасте. Является рекордсменом чемпионата Англии как самый юный игрок, сделавший хет-трик (16 лет и 317 дней). За 8 лет в «Бирмингеме» Фрэнсис сыграл в 250 матчах чемпионата и забил 119 голов. В 1979 году он перешёл в стан сильнейшего клуба Европы тех лет «Ноттингем Форест», причём за него был уплачен рекордный для английского футбола 1 млн фунтов. Вместе с «Ноттингемом» Фрэнсис дважды подряд завоевал Кубок европейских чемпионов. В 1981 году он перешёл в «Манчестер Сити», где на него обрушилась череда травм, в результате клуб не мог больше позволить себе иметь столь высокооплачиваемого и при этом часто травмированного игрока и он вскоре был продан в итальянскую «Сампдорию», которой помог выиграть Кубок Италии, первый трофей в истории клуба. В Италии Фрэнсис провёл в общей сложности пять сезонов, после чего перешёл в шотландский «Рейнджерс», где провёл один сезон, после чего вернулся в Англию. Завершил карьеру в 1994 году в «Шеффилд Уэнсдей», в котором был играющим тренером. В 1998 году включён в список 100 легенд Футбольной лиги.

## Карьера в сборной
В составе национальной сборной Фрэнсис дебютировал 9 февраля 1977 года, в матче против сборной Нидерландов. Всего провёл за сборную 52 матча, в которых забил 12 голов. Был в составе команды на чемпионате мира 1982 года. Приняв участие во всех пяти матчах своей сборной, он отметился двумя забитыми мячами в ворота сборных Чехословакии и Кувейта.

## Тренерская карьера
В конце карьеры футболиста Фрэнсис стал играющим тренером в «Куинз Парк Рейнджерс», а затем был также играющим тренером в «Шеффилд Уэнсдей», с которым выходил в финалы Кубка Англии и Кубка Футбольной лиги. С 1996 по 2001 год тренировал «Бирмингем Сити», с которым также добирался до финала Кубка Футбольной лиги. Завершил тренерскую карьеру в команде «Кристал Пэлас» в 2003 году. Работал экспертом на спортивных телеканалах, в частности Sky Sports.

## Достижения
В качестве игрока:

«Ноттингем Форест»
- Вице-чемпион Англии: 1978/79
- Финалист Кубка Англии: 1992/93
- Обладатель Кубка Футбольной лиги: 1990/91
- Обладатель Кубка европейских чемпионов (2): 1978/79, 1979/80
- Обладатель Суперкубка УЕФА: 1979
- Финалист Межконтинентального кубка: 1980

«Сампдория»
- Обладатель Кубка Италии: 1985/86

«Рейнджерс»
- Обладатель Кубка шотландской лиги: 1986/87

«Шеффилд Уэнсдей»
- Обладатель Кубка Футбольной Лиги: 1990/1991

В качестве тренера:
«Шеффилд Уэнсдей»
- Финалист  Кубка  Футбольной Лиги: 1992/1993
- Финалист Кубка Англии: 1992/1993